# Русава (приток Днестра)
Русава — река на Украине, протекает в Винницкой области. Левый приток Днестра.
Длина реки — 78 км.

## Описание
Бассейн реки расположен в пределах лесостепной зоны. Протекает река по территории Винницкой области.
Длина р. Русава — 81 км, площадь водосбора — 979 км², залесенность бассейна — 10,6 %, заболоченность — 0,45 %, распаханность — 69 %.
За исток реки принята точка земной поверхности с отметкой 300 м абс., расположенная в 3-х км севернее села Яровое Шаргородского района Винницкой области.
Река имеет 3 притока длиной более 10 км, общая длина которых — 104 км. Коэффициент густоты речной сети (без учёта рек с длиной менее 10 км) составляет 0,19 км/км².
Падение реки составляет 252 м, средневзвешенный уклон — 2,3 м/км.
Норма стока реки равна 52,3 млн м³, сток маловодных лет обеспеченностью 75 и 95 % — соответственно 39,7 и 27,7 млн м³.
Собственный сток реки зарегулирован слабо. Общее количество прудов и водохранилищ, регулирующих местный сток, по состоянию на 1.01.1990 год составляет 65 штук, а их суммарный объём равен 5,0 млн м³.
Вода реки относится к гидрокарбонатно-кальциевому классу, жесткость её составляет 4,9 мг-экв/л, общая минерализация — 300 мг/л.
По своему режиму река Русава относиться к Восточноевропейскому типу. Питание реки преимущественно снего-дождевое. Режим её характеризуется выраженным половодьем и устойчивым меженным периодом. Гидрологическая изученность режима реки в целом не совсем удовлетворительна. В с. Русава находился пункт гидрометрических наблюдений, который располагался на расстоянии 7,9 км от устья реки и контролировал площадь водосбора 971 км². Пост был открыт 1 октября 1932 году и закрыт 31 августа 1953 году. С момента закрытия поста и до сегодняшнего дня систематические наблюдения гидрологической ситуации на реке не проводятся.